# Secondo Roggero
Secondo Roggero (Asti, 16 marzo 1910 – Arzignano, 16 maggio 1980) è stato un allenatore di calcio e calciatore italiano, di ruolo portiere.

## Carriera

### Giocatore
Dopo gli esordi con l'Asti giocò tre stagioni in Serie B con la Serenissima e passò nel massimo campionato nel 1933, quando fu ingaggiato dal forte Bologna. Riserva del sempre presente Mario Gianni, non collezionò alcuna presenza in massima serie, pur figurando nella rosa Campione d'Italia 1935-1936 e in quella vincitrice della Coppa dell'Europa Centrale 1934.
Dopo l'esperienza bolognese tornò tra i cadetti al Modena, con cui conquistò una promozione in Serie A (1937-1938); collezionò poi 33 presenze con il Palermo e 93 con l'Alessandria.

### Allenatore
Ha allenato per una stagione la Scafatese in Serie B, ricoprendo il doppio ruolo di allenatore e portiere di riserva.

## Palmarès
- Campionato italiano: 1

Bologna: 1935-1936
- Coppa Mitropa: 2

Bologna: 1934
- Serie B: 1

Modena: 1937-1938